# Oleh Lissohor
Oleh Wolodymyrowytsch Lissohor (ukrainisch Олег Володимирович Лісогор, wiss. Transliteration Oleh Volodymyrovyč Lisohor oder auch Oleg Lisogor; * 17. Januar 1979 in Browary, Ukrainische SSR) ist ein ehemaliger ukrainischer Schwimmsportler.
Lissohor zählte zu den weltbesten 50-m-Brustschwimmern und konnte mehrere Weltrekorde aufstellen. Außerdem gewann er über 50 m Brust die Goldmedaille bei den Schwimmweltmeisterschaften 2001. Bei den Europameisterschaften 2006 in Budapest gewann Lissohor Gold über 50 m Brust, Silber mit der 4 × 100-m-Lagenstaffel und Bronze über 100 m Brust.
Nach den Olympischen Sommerspielen 2008 in Peking, wo Lissohor um nur eine Hundertstel das Finale über 100 Meter Brust verpasste und damit den neunten Gesamtrang belegte, erklärte er im Alter von 29 Jahren seinen Rücktritt als aktiver Leistungssportler.

## Rekorde
| Europarekorde (2)        | Europarekorde (2) | Europarekorde (2) | Europarekorde (2) |
| ------------------------ | ----------------- | ----------------- | ----------------- |
| 50 m Brust (Kurzbahn)    | 00:26,17 min      | 21. Januar 2006   | Berlin            |
| 100 m Brust (Kurzbahn)   | 00:57,67 min      | 22. Januar 2006   | Berlin            |
| (Stand: 12. August 2009) |                   |                   |                   |